# Pedicia magnifica
Pedicia (Pedicia) magnifica là một loài ruồi trong họ Pediciidae. Chúng phân bố ở vùng sinh thái Nearctic.